# Operation Barbarossa
Operation Barbarossa (tyska: Unternehmen Barbarossa, efter Fredrik I Barbarossa) var kodnamnet för Nazitysklands invasion av Sovjetunionen som inleddes den 22 juni 1941, under andra världskriget. Över 4,5 miljoner soldater från axelmakterna invaderade Sovjetunionen längs en 2 900 km lång front. Förutom det stora antalet trupper inblandade fanns också 600 000 motorfordon och 750 000 hästar. Planeringen för Operation Barbarossa inleddes den 18 december 1940; de hemliga förberedelserna och den militära operationen i sig varade nästan ett år, från vår till vinter 1941. Den sovjetiska krigsmakten stod emot Wehrmachts breda angrepp och Adolf Hitler besegrade inte Sovjetunionen. Sovjetunionens situation förblev dock svår även efter att offensiven stannat upp. Taktiskt sett hade tyskarna vunnit ett antal övertygande segrar och ockuperade några av de viktigaste ekonomiska områdena i landet, främst i Ukraina. Trots stora initiala framgångar nådde inte tyskarna sina anfallsmål och trycktes tillbaka från Moskva. Tyskland och dess allierade kunde därefter inte igångsätta en samtidig offensiv längs hela den sovjetisk-tyska fronten.
Operation Barbarossas misslyckande att på slagfältet slå Röda armén och på så sätt besegra Sovjetunionen, tvingade fram fortsatta tyska offensiva operationer på östfronten. 1942 inleddes nästa offensiva fas för tyskarna i form av operation Blå som kom att kulminera med det avgörande tyska nederlaget i slaget vid Stalingrad. 1943 satte Hitler sitt hopp till operation Zitadelle som också blev ett misslyckande. Därefter var den tyska offensiva förmågan i stort uttömd varefter återstoden av kriget kom att innebära sovjetiska offensiver som ledde fram till Berlins fall och Tysklands kapitulation i maj 1945.
Operation Barbarossa var den största militära operationen i mänsklighetens historia både till styrkornas storlek och antalet dödsoffer. Dess misslyckande var en vändpunkt i Tredje rikets framgångar. Operation Barbarossa öppnade östfronten, där större militära styrkor uppehölls än i någon annan krigsskådeplats i världshistorien.

## Bakgrund
Erövringen av Sovjetunionen, skapandet av Lebensraum (livsrum) för Tysklands befolkning och kommunismens "förintelse" hade länge varit en av hörnstenarna i Adolf Hitlers program. Enligt Hitlers syn på världen var kommunismen, efter judarna, det största hotet mot tyska folkets överlevnad. Det fanns inte plats för både Tyskland och kommunismen i hans vision om det "tusenåriga tredje riket". 
Planerna att krossa bolsjevismen (kommunismen) hade Hitler lanserat redan i boken Mein Kampf som han skrev under fängelsevistelsen i Landsberg am Lech år 1924. Förutom att kommunismen enligt Hitler var en ideologi som saknade existensberättigande ansåg han att slaver däribland ryssar och polacker hade "föroreningar" från judiskt blod redan från medeltiden via ingifte med Khazarer. Dessutom bestod den slaviska befolkningen i Ryssland av samiska folkslag (Kolahalvön) och sibiriska asiatiska folkslag utan europeiskt ursprung.
Följaktligen skulle slaverna röjas ur vägen när "livsrummet" för det framtida Tyskland skulle skapas. Det var främst ett utrotningskrig. I samråd med Heinrich Himmler bedömde Hitler att omkring 30 miljoner slaver skulle utplånas. 
Ett samarbete mellan Sovjet och Tyskland fanns ända sedan första världskrigets slut och pågick under hela 1930-talet, med varierande intensitet. Även om samarbetet mattades av då Hitler kom till makten 1933 avbröts det aldrig trots de stora ideologiska skillnaderna. Under slutet av 1930-talet kom Sovjetunionen med Stalin i spetsen att hysa betydligt mer respekt och beundran för Nazityskland än för Frankrike och Storbritannien. Under partikongressen 1939 talade Stalin om vikten att inte dras in i nytt europeiskt storkrig mot Tyskland av Frankrike och Storbritannien. Med denna bakgrund slöt man i augusti 1939 Molotov–Ribbentrop-pakten, en icke-aggressionspakt mellan Nazityskland och Sovjetunionen. 
Redan den 30 juli 1940 inledde Hitler planen på ett anfallskrig mot Sovjetunionen. Planen utarbetades av Friedrich Paulus, som senare skulle komma att leda den 6:e tyska armén i slaget vid Stalingrad 1942–1943. Det ursprungliga datumet för Operation Barbarossa sattes till den 15 maj 1941, men i april det året var tyskarna tvungna att invadera Jugoslavien och Grekland, vilka besegrades snabbt. Kriget var återigen en stor tysk framgång, men det försenade anfallet mot Sovjetunionen med drygt en månad. Nytt anfallsdatum sattes till 22 juni.

## Styrkeförhållandena

### Axelmakterna

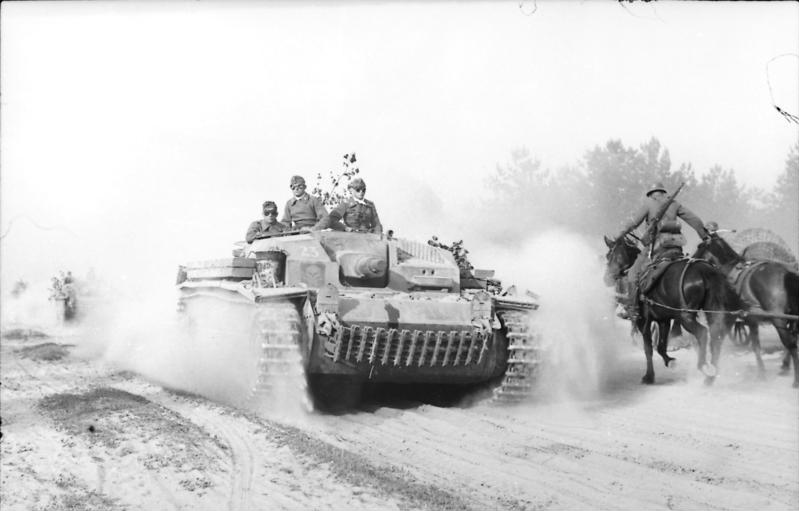
Även om delar av den tyska armén var mekaniserad var man 1941 fortfarande i hög grad beroende av hästar och en stor del av soldaterna avancerade till fots.

I den inledande fasen av Operation Barbarossa anföll Nazityskland på egen hand, men i senare skeden tillkom styrkor från Italien och Rumänien. Den 25 juni anföll Finland, med tyskt understöd, Sovjetunionen efter att sovjetiskt bombflyg attackerat större städer i Finland, i det som skulle bli det finska fortsättningskriget. Den 26 juni förklarade Rumänien Sovjetunionen krig och därmed tillkom det största tillskottet av icke tyska trupper.
Heer hade efter besegrandet av Frankrike i juni 1940 kunnat ägna sig åt att bygga upp och öva sina styrkor då endast begränsade strider med marktrupper utkämpades i övrigt. Totalt 17 av de tillgängliga 20 pansardivisionerna, varav flera var nyuppsatta sedan fälttåget i väster, förberedde sig för invasionen. Förutom pansardivisionerna förfogade man även över totalt 17 motoriserade infanteridivisioner, varav fyra stycken från Waffen-SS. Totalt förfogade anfallsstyrkan över 3 648 stridsvagnar och 2,5 miljoner man. Luftwaffe hade inte haft samma period av lugn utan var mer slitet av framför allt slaget om Storbritannien men hade även lidit förluster i kriget i Medelhavet. I anfallet mot Sovjet kunde Luftwaffe bara sätta in 1 916 plan vilket var cirka 25 % mindre än i slaget om Storbritannien. Kriegsmarine hade inte särskilt mycket med planläggningen av operationen att göra, utan oroades mer av det avbrott i leveranser av sovjetisk brännolja som krigsutbrottet skulle medföra. 
För att så snabbt som möjligt kunna ta det sovjetiska järnvägsnätet i drift för att kunna föra fram förnödenheter sattes tre stycken Feldeisenbahndirektionen upp, en för vardera armégrupp. Dessa förfogade över både administrativ och teknisk personal som behövdes för att sätta järnvägen i drift samt förband med järnvägsingenjörstrupper. Man räknade med att det maximala avståndet från slutet på järnvägslinjerna till fronten borde vara 300 km, om man skulle kunna föra fram tillräckligt med förnödenheter med lastbil. Detta för att försörja anfallande förband. Detta skulle visa sig vara svårt att upprätthålla, särskilt under de snabba framryckningarna i början av juli.
Det rumänska bidraget till Operation Barbarossa var det största näst efter Tyskland. Två rumänska arméer kom att angripa tillsammans med armégrupp Süd, 3:e armén från den norra delen av den rumänska gränsen och 4:e armén vid Svarta havskusten; dessa två arméer utgjorde armégrupp Antonescu. Armégruppen förfogade över 325 685 man fördelade på 12 infanteridivisioner, en pansardivision och tre kavalleribrigader och tre brigader med bergstrupper.
Den italienska expeditionskåren C.S.I.R. sattes upp den 10 juli 1941 och anlände till fronten under juli och augusti. Kåren förfogade över tre delvis motoriserade infanteridivisioner samt kårförband. Kårens ursprungliga styrka var 3 000 officerare, 59 000 soldater, 5 500 motorfordon samt över 4 000 hästar och mulor. Expeditionskåren hade även element från flygvapnet i Comando Aviazione del C.S.I.R. som förfogade över 51 jaktplan av typen Macchi C.200, lätta bombplan av typen Caproni Ca.311 och transportplan av typen Savoia-Marchetti SM.81, totalt mindre än 100 plan. Expeditionskåren underställdes först 11. Armee men den 14 augusti överfördes den till Panzergruppe 1.

#### Armégrupp Nord
Armégrupp Nord under generalfältmarskalk Wilhelm Ritter von Leeb skulle anfalla upp genom de baltiska staterna och de västra delarna av Vitryssland i riktning mot Leningrad. Armégruppen förfogade över två arméer och panzergruppe 4 under generalöverste Erich Hoepner, totalt 26 divisioner varav tre pansardivisioner och tre motoriserade infanteridivisioner. Dessutom fanns det tre säkerhetsdivisioner för att kontrollera de ockuperade områdena. FBD 1 skulle stödja armégrupp Nord men kom att dras tillbaka och användas för kampanjen på Balkan. I juni 1940 sattes FBD 4 upp i Danzig som en ersättning.

#### Armégrupp Mitte
Armégrupp Mitte under generalfältmarskalk Fedor von Bock skulle anfalla i riktning mot Moskva norr om Pripjatträsken. I denna riktning hade tyskarna väntat sig att huvuddelen av Röda armén skulle finnas samt att stora förstärkningar skulle sättas in här för att rädda Moskva. Av den anledningen förfogade denna armégrupp både Panzergruppe 3 under generalöverste Hermann Hoth och Panzergruppe 2 under Heinz Guderian. Den stora tillgången på pansartrupper gav möjligheter till att åstadkomma djupa och stora inringningar. Dessutom förfogade man över två arméer, armégruppen förfogade totalt över 48 divisioner varav nio pansardivisioner. Syftet med denna koncentration var önskan att slå ut och omringa så stora delar av Röda armén som möjligt, innan man hade hunnit avancera alltför långt in på sovjetiskt territorium, då underhållsproblemen skulle öka. FBD 2 med högkvarter i Warszawa skulle stödja armégrupp Mitte.

#### Armégrupp Süd
Armégrupp Süd under generalfältmarskalk Gerd von Rundstedt var den sydligaste armégruppen och skulle anfalla söder om Pripjatträsken in i Ukraina. Styrkan förfogade över tre arméer och Panzergruppe 1 under generalöverste Ewald von Kleist, totalt 41 divisioner varav fem pansardivisioner och fyra motoriserade infanteridivisioner. 11. Armee med sina sju infanteridivisioner hade grupperats i Rumänien för att kunna anfalla in i Bessarabien. Resten av armégruppen var grupperad längs gränsen i södra Polen. FBD 3 med högkvarter i Kraków skulle stödja armégrupp Süd.

### Sovjetunionen
Röda armén hade vuxit kraftigt från krigsutbrottet i Europa fram till det tyska anfallet mot Sovjetunionen. Antalet divisioner hade vuxit från 226 i augusti 1940 till 303 i juni 1941. Röda armén förfogade över 23 000 stridsvagnar och även när det gällde övrig krigsmateriel var man välförsedd. Röda arméns bestånd av stridsvagnar omfattade ett par modeller som var betydligt tyngre och mer välbeväpnade än sina tyska motsvarigheter. Av den berömda T-34 hade 1225 stycken hunnit levereras, av den tyngre KV-1 hade 636 stycken levererats. 59 exemplar var i drift av den föråldrade men tungt beväpnade T-35. I övrigt utgjorde den föråldrade lätta stridsvagnen T-26 nästan hälften av beståndet med 9 998 exemplar. Militärdistrikten vid den tysk-sovjetiska gränsen förfogade över 12 885 stycken stridsvagnar. Röda arméns stora självständiga stridsvagnsförband hade upplösts efter erfarenheterna från Spanska inbördeskriget men sedan satts upp igen efter de tyska framgångarna i Polen och på västfronten. Dessa nyuppsatta mekaniserade kårer hade inte hunnit öva tillräckligt för att kunna fungera effektivt. Bristerna låg även inom logistiken, man förfogade totalt bara över 272 000 lastbilar, så man hade inte resurser att genomföra några djupare offensiva operationer med dessa mekaniserade kårer.
De sovjetiska flygstridskrafterna förfogade över 20 000 plan, man hade uppfört 164 nya flygfält och förbättrat 250 stycken existerande flygfält. Men här led man brist på moderna stridsflygplan och i de fall där man förfogade över moderna plan led man brist på utbildade piloter för dessa. Man hade alltför länge hållit den generation av jaktplan som varit framgångsrika i Spanska inbördeskriget i produktion som I-16 och I-153 och försummat utvecklingen och produktionen av modernare plan som MiG-3 och Jak-1.
På ett mer generellt plan led hela den sovjetiska militärer av bristerna i utbildningen på alla nivåer, som till stor del hade sin grund i en utbildningsfilosofi som premierade kvantitet framför kvalitet och motivation. Detta var delvis en följd av den lägre utbildningsnivån i det huvudsakligen agrara sovjetiska samhället.
Längs den delen av gränsen där tyskarna kom att anfalla var tre militärdistrikt grupperade: I norr det Baltiska militärdistriktet som ansvarade för de ockuperade baltiska staterna. Mellan de baltiska staterna och Pripjatträsket var Västra militärdistriktet grupperat. Söder om träsken i Ukraina var Kievs militärdistrikt grupperat. Bakom de tre militärdistrikten som låg längs gränsen var den andra echelongen grupperad vars uppgift var att gå till motanfall när det första anfallet hade bromsats upp av den första echelongen vid gränsen. Detta var en stor skillnad i djup på försvaret jämfört med vad Polen, Frankrike, Holland och Belgien hade kunnat uppvisa.

#### Baltiska militärdistriktet
Det baltiska militärdistriktet under befäl av Fjodor Kuznetsov som skulle komma att anfallas av armégrupp Nord ansvarade för de nyligen annekterade baltiska staterna. Detta militärdistrikt var det svagaste av de tre som ansvarade för fronten. Man förfogade över 34 divisioner fördelade på 8:e armén vid baltiska kusten, 11:e armén i Litauen och 27:e armén i reserv vid Dvina. Militärdistriktet ombildades till Nordvästfronten vid invasionen.

#### Västra militärdistriktet
Det västra militärdistriktet under befäl av Dmitri Pavlov som i huvudsak kom att anfallas av armégrupp Mitte ansvarade för Vitryssland. Man hade 44 divisioner och 2 900 stridsvagnar till sitt förfogande. Militärdistriktet förfogade över tre arméer, den 3:e armén, 4:e armén, 10:e armén och staben till den 13:e armén. Ombildades till Västfronten vid invasionens början.

#### Kievs militärdistrikt
Kievs militärdistrikt under befäl av generalöverste Michail Kirponos som i huvudsak kom att anfallas av armégrupp Süd ansvarade för Ukraina. Man hade 58 divisioner och 5465 stridsvagnar till sitt förfogande fördelat på 5:e armén vid Lutsk, 6:e armén vid Lviv, 26:e armén vid Borislav, 12:e armén vid Tchernovitz och reserver. Detta militärdistrikt var det överlägset starkaste av de tre. Dessutom kunde styrkor från Odessas militärdistrikt under befäl av Ivan Tyulenev understödja. Tyulenev förfogade över 22 divisioner och 1011 stridsvagnar kontrollerade av 9:e armén i Bessarabien. Kievs militärdistrikt bildade Sydvästfronten och Odessas militärdistrikt bildade Sydfronten vid invasionen.

## Krigsförloppet
Tidigt på morgonen den 22 juni 1941 bröts lugnet längs den 3 000 km långa tysk-sovjetiska gränsen då det tyska artilleriet öppnade eld för att bana väg för anfallsstyrkorna ur de tre armégrupperna. Spjutspetsen i anfallet utgjordes av de fyra Panzergrupperna som redan under den första dagen kom att rycka fram mellan 60 och 70 kilometer under strid. Samtidigt inledde Luftwaffe sitt angrepp på de sovjetiska luftstridskrafterna. Under den första dagen påstod sig Luftwaffe ha slagit ut 1811 sovjetiska plan mot att ha förlorat 35 egna. Även om man hade riktat ett hårt slag mot de sovjetiska flygstridskrafterna återstod cirka 80 % av flygstyrkorna i de aktuella militärdistrikten, men det första anfallet hade framför allt slagit sönder ledning och kommunikation inom flygstyrkorna. I stort sett fick arméförbanden klara sig utan flygunderstöd vilket inte på något vis inverkade menligt på framryckningstakten. Den höga framryckningstakten fortsatte att hålla i sig och den 25 juni hade XXXIX. Armeekorps ryckt fram 325 kilometer och stod då öster om Minsk. Dessa djupa och snabba framryckningar lämnade många sovjetiska förband lamslagna och passiva då det trådburna sambandet och underhållet avskars. Ett exempel på detta var den 6:e mekaniserade kåren som tillhörde 10:e armén som var grupperat kring Bialystok. Detta förband förfogade 1022 stridsvagnar vilket motsvarade en av det tyska Panzergrupperna varav 238 stycken av typen T-34 och 114 var av typen KV-1. Trots att detta var ett väldigt slagkraftigt förband så befann det sig redan på operationens andra dag nästan 200 kilometer väster om det snabbt avancerande tyska pansarförbanden och kunde på grund av det kollapsade sambandet inte gå till motanfall.

### Minsk och Bialystok
Efter mindre än en vecka möttes förband ur armégrupp Mittes båda pansargrupper vid Minsk och stora delar av trupperna i det Västra militärdistriktet inringades. I de inneslutna områdena vid Minsk och Bialystok kom tyskarna att ta 324 000 man som fångar och erövra 3 300 stridsvagnar samt 1 800 artilleripjäser. Ryska källor gör gällande att Röda armén förlorade 4 799 stridsvagnar under striderna i Vitryssland och att manskapsförlusterna låg på 417 790 man. Detta skall jämföras med förlusterna för alla tre armégrupperna under juni månad som stannade på 8 886 stupade, 29 494 sårade och 2 704 saknade.

### Jekabpils och Daugavpils

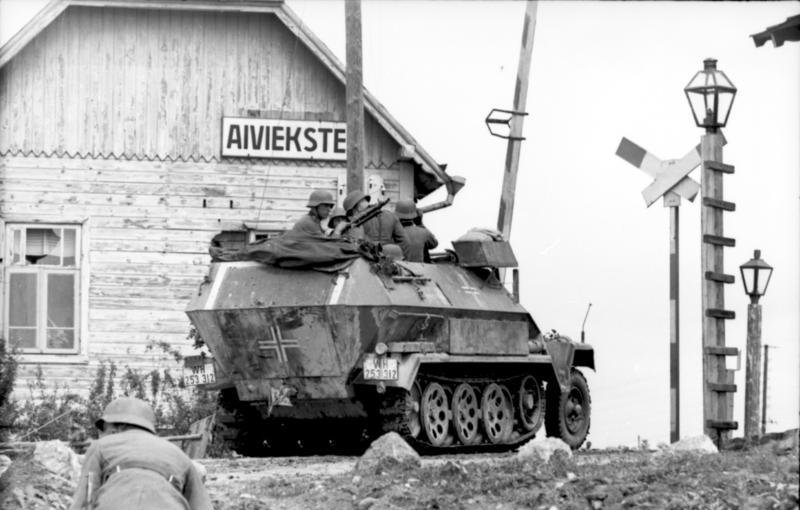
SdKfz 251 passerar en järnvägsövergång i Aiviekste, Lettland.

Armégrupp Nord som ryckte fram mot Leningrad hade som första etappmål att korsa floden Daugava innan de sovjetiska styrkorna hann förbereda ett ordentligt försvar längs floden. Denna snabba framryckning kunde bara genomföras med hjälp av armégruppens enda pansargrupp, vilket fick till följd att inga stora inringningar kunde genomföras och att de sovjetiska förbanden fick en möjlighet att retirera. Framryckningen mot floden Dvina hindrades av en rad mindre floder. LVI. Armeekorps lyckades hitta en sektor med svagare försvar och kunde utan större problem rycka fram mot Daugavpils och erövra broarna över Daugava den 26 juni. Men XXXXI. Armeekorps kom att stöta på kraftigare motstånd, kring Raseiniai utsattes man för spridda motanfall från 2:a stridsvagnskåren. Denna kår som motsvarade en tysk pansardivision hade 252 stridsvagnar varav 51 stycken var av de tunga och välbepansrade typerna KV-1 och KV-2. Detta var första gången som man faktiskt var tvungen att möta dessa tunga stridsvagnar i strid, tidigare hade man stött på dessa övergivna i inringningar. Efter att ha uppehållits vid Raseiniai kunde man återuppta framryckningen och nådde fram till Jekabpils den 28 juni, då sovjetiska trupper dock redan hade hunnit spränga broarna.

### In i Ukraina

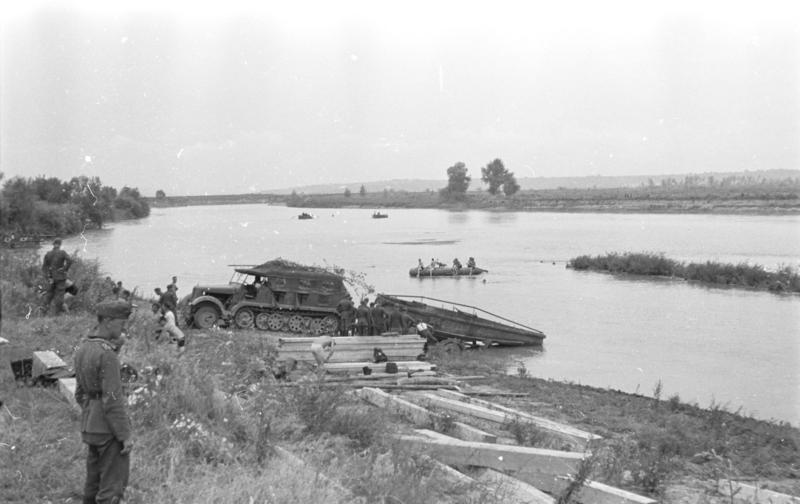
Ingenjörer från 11. Armee bygger en pontonbro över floden Prut med hjälp av en SdKfz 11 den 1 juli 1941.

Armégrupp Süd delade samma belägenhet som armégrupp Nord som också bara förfogade över en pansargrupp. Inledningsvis kunde armégruppen bara angripa med två av sina arméer och Panzergruppe 1. Tvärt om mot vad tyskarna hade trott var Röda armén starkast i Ukraina. Man förfogade över nästa sex gånger så många stridsvagnar som tyskarna, dock är det tveksamt om sovjeterna var medvetna om sitt övertag eller om tyskarna var medvetna om sitt underläge. I början gick den tyska offensiven trögare än i norr. Men framför allt Panzergruppe 1 började bryta sig igenom det sovjetiska försvaret, tät förbandet 11. Panzer-Division hade på kvällen den 24 juni ryckt fram 90 kilometer öster om gränsen och erövrade Ostrog den 27 juni. Genom att resten av de tyska pansarförbanden manövrerade och följde i luckan som täten brutit upp, tvingades de starka sovjetiska pansarförbanden försöka reagera på tyskarnas avancemang. Detta ledde till att förbanden mest marscherade fram och tillbaka, många gånger över sumpmarker där stridsvagnar förlorades genom att de körde fast. Den 26 juni förvärrades läget då Rumänien förklarade Sovjetunionen krig och den tyska 11. Armee kunde angripa från rumänsk mark. Detta innebar att Odessas militärdistrikt nu drogs in i striderna men då 11. Armee saknade pansardivisioner kunde man inte hålla någon högre framryckningstakt. Detta innebar att det största hotet mot trupperna i Ukraina kom från Panzergruppe 1, den 2 juli erövrades Rivne och Berditjev detta innebar en framryckning på 175 kilometer på elva dagar. De sovjetiska styrkorna i Ukraina hade fram till den 6 juli förlorat 241 594 man varav 172 323 stupade eller tillfångatagna och 4 381 stycken stridsvagnar, tyska styrkor hade under samma tid förlorat 26 125 man.

### Över Dnepr
I början av juli var det viktigaste målet för tyskarna att korsa floden Dnepr och förhindra att retirerande sovjetiska förband skulle ta ställning bakom denna barriär. Men här började bristerna i det tyska underrättelsearbetet visa sig, man hade endast dimmiga begrepp om vad man kunde vänta sig för sovjetiska förband på andra sidan Dnepr. Under juni hade arméer ur röda arméns andra echelong marscherat upp och grupperat bakom floden. Detta kom på tysk sida tolkas som att inringningsoperationerna i början av kampanjen hade varit mindre lyckade och att inringningarna hade varit så porösa att stora förband hade lyckats smita ut. I själva verket hade man lyckats slå ut i princip alla förband ur det västra militärdistriktet som hade varit grupperat i närheten av gränsen. Majoriteten av de förband man nu stötte på i närheten av floden var helt nya och fulltaliga förband. Så även om man hade vunnit en förkrossande seger i Vitryssland, fanns nu en helt ny linje av färska förband som hindrade vägen mot Moskva. Kring Polotsk vid Daugava var den 22:a armén grupperad, mellan Dvina och Dnepr fanns 19:e och 20:e armén. Kring Smolensk stod 16:e armén i reserv. Stranden av Dnepr mellan Orsja och Bytjov försvarades av 13:e armén; längst i söder av Västfrontens arméer stod 21:a armén. Av det 66 divisioner som tillhörde Västfronten den 10 juli var det 44 divisioner som nyligen förts fram till fronten och inte varit i strid tidigare.

### Smolensk
Kring den 10 juli kom alla tre armékårer ur Guderians Panzergruppe att anfalla över Dnepr, XXXXVII. Armeekorps i norr, XXXXVI. Armeekorps i mitten och XXIV. Armeekorps i söder. Längre norrut kring Vitebsk anföll Hoths Panzergruppe utan att besväras av större floder, man slog snabbt upp en lucka mellan de sovjetiska 19:e och 22:a arméerna. I denna lucka framryckte framför allt 7. Panzer-Division och 20. Panzer-Division med hög hastighet. Den 15 juli nådde 7. Panzer-Division Jartsevo som låg drygt 30 mil från Moskva. Redan nästa dag erövrade den 29. motoriserade infanteridivisionen Smolensk från söder och slöt därmed i det närmaste fickan vid Smolensk. Stora mängder sovjetiska förband blev därmed inneslutna väster om staden men på grund av att infanteridivisionerna som utgjorde majoriteten av de tyska styrkorna vid det här laget var rejält på efterkälken så skulle det dröja tills den 5 augusti innan fickan kunde rensas upp. Från inneslutningen togs 301 110 man som krigsfångar man erövrade 3 205 stridsvagnar, 341 flygplan och ca 3 000 artilleripjäser. Det var först nu som problemen med de eftersläppande infanteridivisionerna började visa sig, då dessa fortfarande befann sig på marsch då inneslutningen slöts och inte direkt kunde påbörja upprensningen. Detta gjorde att en del sovjetiska förband kunde slinka ur den glesa inringningen.

### Uman
Trots det betydligt gynnsammare utgångsläget för de sovjetiska styrkorna i Ukraina lyckades man inte heller här hålla tillbaka de tyska pansarförbanden. Panzergruppe 1 anföll längs huvudvägen via Zjytomyr mot Kiev. Efter erövringen av Zjytomyr och Berditjev tvekade tyskarna i vilken riktning som offensiven skulle fortsätta i, de sovjetiska förbanden framför Kiev bedömdes vara i en sådan oordning att de inte skulle kunna bjuda något större motstånd. Armégrupp Sud ville låta en av pansarkårerna fortsätta offensiven mot Kiev medan de övriga skulle svänga av mot söder och sydost för att med hjälp av den från Rumänien framryckande 11. Armee försöka inringa betydande styrkor. Efter ingripande av Hitler kom hela pansargruppen att svänga av mot syd. Anledningen till att man inte prioriterade Kiev var att, trots att den var Sovjetunionens tredje stad så var den inte av avgörande betydelse utan man prioriterade att slå ut så stora arméförband som möjligt. 11. Armee anföll rätt österut över floden Prut, då man mötte Panzergruppe 1 bildades en stor inringning vid Uman som slutligen var upprensad den 8 augusti och 100 000 man togs till fånga. Detta var den enda större inringningen som armégrupp Sud lyckades genomföra väster om Dnepr, detta var en följd av att man bara förfogade över en pansargrupp till skillnad från armégrupp Mitte.

### Mot Leningrad

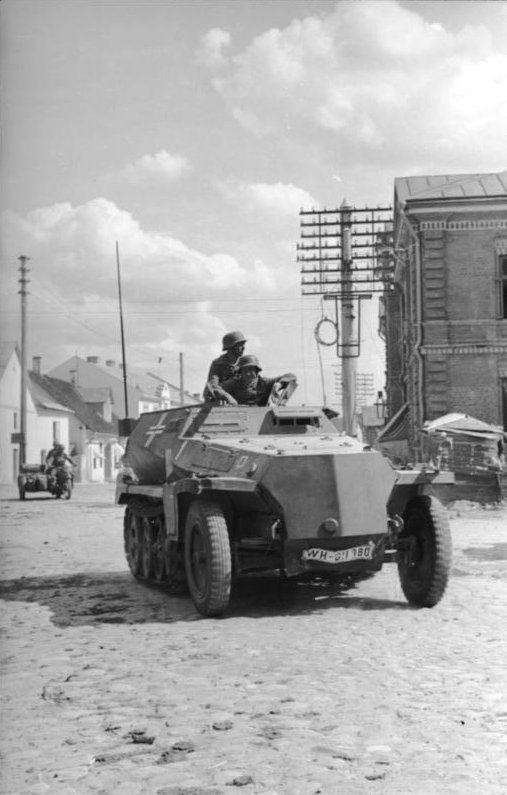
SdKfz 250 under marsch genom Lettland.

Efter att man hade erövrat brohuvuden på andra sidan floden Daugava avstannade armégrupp Nords framryckning i väntan på att underhåll och infanteriförband skulle hinna i kapp. Men då inga inringningar hade åstadkommits befann de sovjetiska förbanden i en oordnad reträtt men man fick en tidsfrist som gjorde det möjligt att föra fram förstärkningar och även gå till motanfall som slogs tillbaka. Den 2 juli hade tillräckligt med förnödenheter för ytterligare 400 kilometers framryckning transporterats fram och infanteriet hade hunnit ikapp. Redan den 4 juli var pansarförbanden framme i Ostrov, ungefär 170 kilometer nordost om Dvina. Från Ostrov fanns det två möjliga framryckningsvägar till Leningrad. En västlig mot Pskov och vidare längs Peipussjöns östra strand, medan den östliga gick mot Novgorod. Hoepner lät då XXXXI. Armeekorps rycka fram mot Pskov och LVI. Armeekorps rycka fram mot Novgorod. Då huvuddelen av de sovjetiska förstärkningarna sändes till fronten framför Moskva fick man i Leningrad området nöja sig med måttliga förstärkningar, den 10 juli förfogade man över cirka en halv miljon man vilket motsvarade styrkan på tysk sida. Den 14 juli nådde XXXXI. Armeekorps Porjetsjyje blott 75 kilometer från Finska viken och cirka 100 kilometer från Leningrad. Då hade man ryckt fram 400 kilometer fågelvägen från Dvina, vilket var så långt förråden hade beräknats räcka. Man hade visserligen erövrat ett brohuvud över floden Luga men Leningrad låg för tillfället retsamt nära. Då man inte hade genomfört några inringningsoperationer var den sovjetiska numerären fortfarande rätt stor och tyskarna fick allt längre frontlinjer att hålla. Terrängen ställde även till med problem, den 18. Armee som hade ansvaret för att erövra de baltiska länderna kunde nu inte längre samverka med Panzergruppe 4 då Peipussjön låg som en barriär emellan. 16. Armee som ansvarade för flanken mot Armégrupp Mitte blev allt mer utsträckt.

### Finland angriper

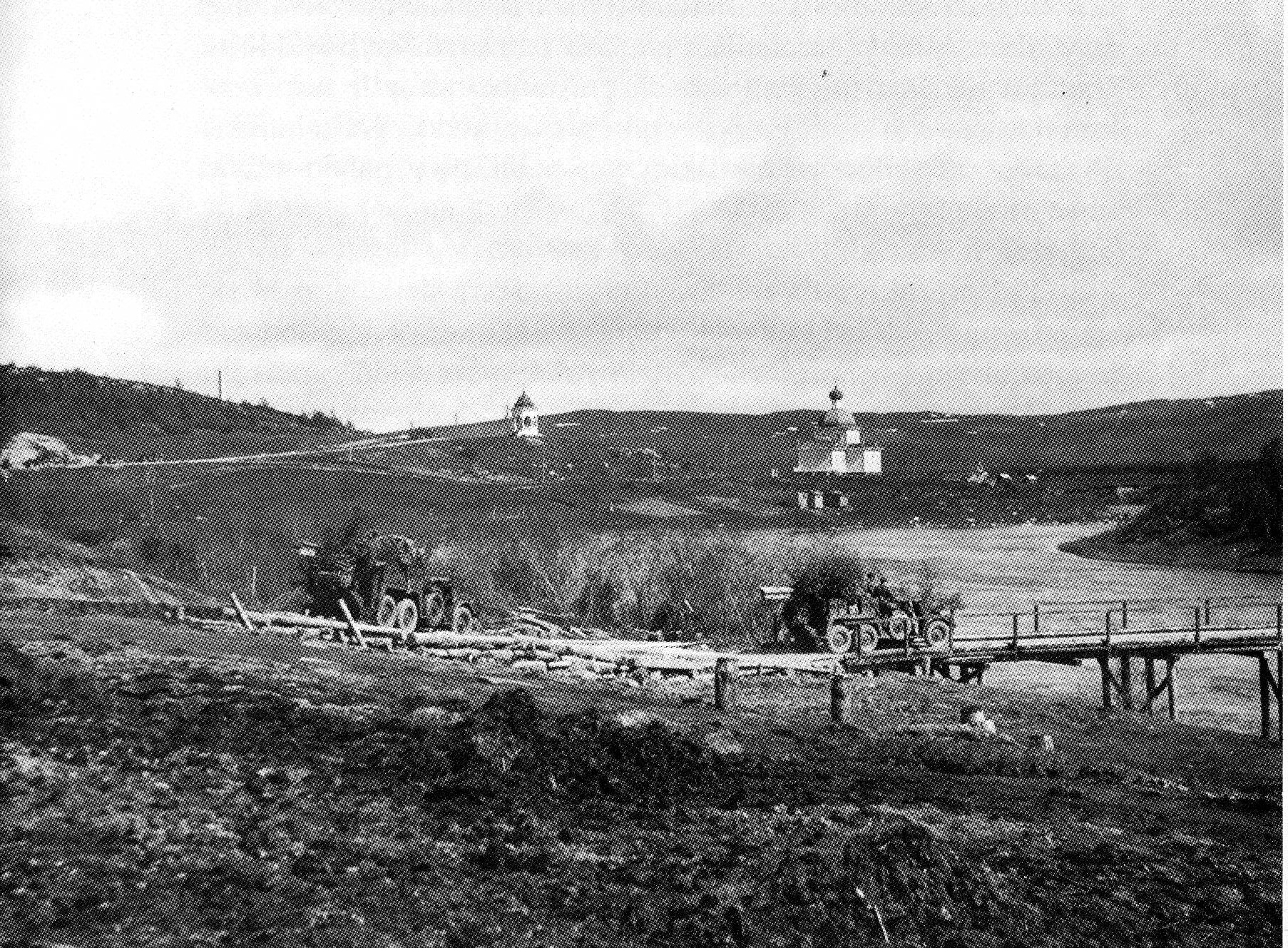
Tyska trupper korsar Petsamoälven den 29 juni 1941

Efter det tyska angreppet den 22 juni förblev gränsen mot Finland lugn även om tyskt och sovjetiskt flyg råkade i strid i finskt luftrum. Den finska armén var till skillnad från den tyska än mindre motoriserad av rent ekonomiska och industriella skäl. Detta kom dock att spela mindre roll då terrängen var skogig och saknade ett välutbyggt vägnät. Först den 29 juni påbörjade finska trupper mindre anfall längs gränsen norr om Ladoga och dagen därpå även på fronten på Karelska näset. Den 10 juli inleddes den finska huvudoffensiven i sektorn norr om Ladoga i riktning mot det så kallade Fjärrkarelen. Efter att Ladogas norra strand hade erövrats inleddes offensiven på det Karelska näset i början av augusti. Framförallt koncentrerade man sig på att återta Viborg som var den största staden som avträtts till Sovjetunionen efter Vinterkriget. Den 29 augusti kunde man åter hissa den finska flaggan över Viborg efter att ett par sovjetiska divisioner hade omringats. Därefter bröt det sovjetiska försvaret i Karelen samman och man kunde avancera fram till den gamla riksgränsen som man nådde i september. Där gjorde de finska styrkorna halt. Marskalk Mannerheim ville inte att den finska krigsmakten skulle dras in i ett anfall mot Leningrad.
Efter erövringen av Sordavala på Ladogas norra strand i mitten av augusti fortsatte anfallet i början på september i sydostlig riktning, mot floden Svir som flyter från Onega till Ladoga. Den 7 september nådde de första finska förbanden Svir. Kring Petroskoi vid Onegas strand var motståndet hårdare och först den 1 oktober var staden erövrad. I början av oktober etablerade man ett brohuvud på södra sidan av Svir. Därefter avstannade framryckningen och de finska förbanden blev kvar i sina ställningar. Dessa skulle sedan hålla, utan större förändringar, till juni 1944. 
Från nordligaste Finland anföll förband ur Armeeoberkommando Norwegen över tundran i syfte att skära av Murmanskjärnvägen i Operation Silberfuchs. Anfallet fastnade snart i den vidsträckta ödemarken som gjorde varje anfall till en logistisk mardröm. Terrängen som till stor del bestod av myrmark genomkorsades av ett hundratal mindre vattendrag och två stora älvar, Titovka och Litza. Det fanns mycket få vägar i öst-västlig riktning. Flera av de vägar som fanns utmärkta på tyska kartor existerade endast som stigar eller telegrafledningar i verkligheten. Detta gjorde det omöjligt att föra fram tillräckligt med förnödenheter och tungt material för att kunna erövra ett ordentligt brohuvud över Litza. Vägen och järnvägen från Murmansk mot Moskva hölls öppen hela kriget, dvs Operation Silberfuchs misslyckades.

### Vägval
De inledande tyska framgångarna i juni och juli var så massiva att de skulle ha besegrat i stort sett vilket annat land som helst. Man hade erövrat landområden större än något annat europeiskt land än Sovjetunionen, trots detta var det väldiga landet bara naggat i kanten och inga större industriområden hade förlorats. Områden som de baltiska staterna var nyligen ockuperade av Sovjetunionen och hade ännu inte hunnit integreras i ekonomin, förlusten av dessa var då ingen större förlust för den sovjetiska ekonomin. De sovjetiska förlusterna i början av kriget var gigantiska, bara förlusten på över tolvtusen stridsvagnar var mer än det samlade antalet stridsvagnar i resten av världens arméer.
Efter erövringen av Smolensk gjorde armégrupp Mitte en paus i framryckningen vilket gav Röda armén en smula andrum. Medan tyskarna hade två svåra frågor att ta ställning till. Den första var hur lång paus i framryckningen man skulle tillåta sig för att låta infanteridivisionerna marschera ikapp och försörjningsläget att förbättras. Den andra var om de två pansargrupperna skulle utnyttjas för andra operationer innan offensiven mot Moskva återupptogs. Hitler lutade mer mot att låta de två pansargrupperna hjälpa till på de två andra armégruppernas avsnitt, medan arméledningen ville fortsätta framryckningen mot Moskva så snart som möjligt.
Ett stort problem som tyskarna hade med att fatta dessa beslut var bristande information om fienden. En första fråga var hur stora förluster Röda armén hade tillfogats, en andra var hur stora reserver Stalin hade till sitt förfogande. En tredje och lite mer delikat fråga var hur effektiva tyskarnas inringningsoperationer hade varit. Då det sovjetiska motståndet inte avtagit när man hade passerat Dnepr började framför allt Hitler anta att inringningarna som hade genomförts hade varit för porösa och att stora sovjetiska förband skulle ha kommit undan. I själva verket var förbanden på andra sidan Dnepr inte trupper som slunkit undan de tyska inringningar utan helt nya förband som tillhörde den andra echelongen som den tyska underrättelsetjänsten helt hade missat. Denna misstro till djupa inringningsoperationer från Hitlers sida skulle påverka planeringen av senare operationer under kriget.
Efter att fickan vid Smolensk hade rensats upp kom beslutet att låta Panzergruppe 3 vika av mot norr för att hjälpa armégrupp Nord och att låta Panzergruppe 2 anfalla söderut för att försöka inringa sovjetiska förband kring Kiev.

### Belägringen av Leningrad

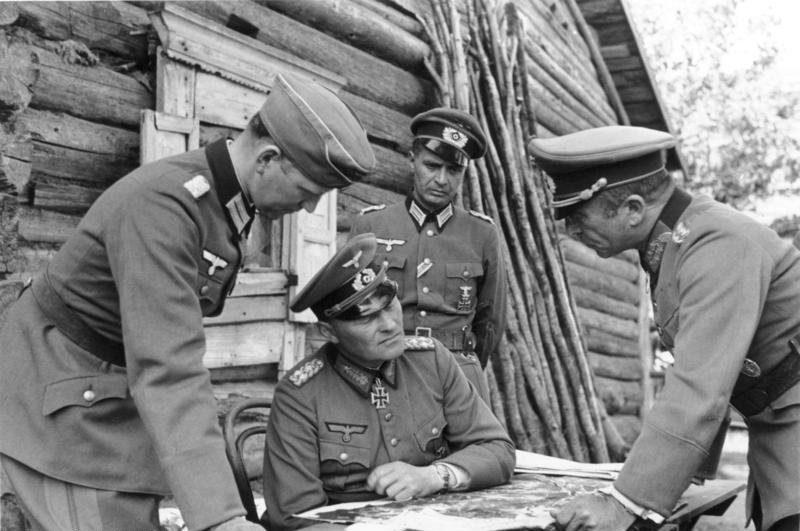
Erich Hoepner överlägger med Franz Landgraf utanför Leningrad i augusti 1941.

Efter sin snabba framryckning till floden Luga stod Panzergruppe 4 i det närmaste still i fyra veckor. Detta andrum gav Röda armén tid att förstärka förvaret av Leningrad, men när tyskarna under tiden nådde finska vikens kust skars de sovjetiska styrkorna som fanns kvar i Baltikum av och man tvingades försöka evakuera styrkorna sjövägen. Denna evakuering från Tallinn skulle bli mycket kostsam på grund av finska mineringar i finska viken. I mitten av augusti återupptog tyskarna framryckningen mot Leningrad och den 19 augusti stod man mindre än fyra mil från staden. Men därefter kom framryckningen att sakta in betänkligt på grund av sovjetiskt motstånd och besvärlig terräng. Först den 8 september erövrades Schlüsselburg, vid floden Nevas utlopp ur Ladoga, av XXXIX. Armeekorps som överförts från Panzergruppe 3. Detta innebar att landförbindelsen till Leningrad var avbruten vars befolkning på ungefär tre miljoner var beroende av tillförsel utifrån av mat och bränsle. Innan operation Barbarossa inleddes hade Hitler för avsikt att Leningrad skulle ockuperas men efter att operationen hade inletts svängde han i frågan och beslutade att staden skulle jämnas med marken för att tyskarna inte skulle behöva försörja stadens invånare.
Den 6 september gav Hitler order om att man skulle förbereda för att offensiven mot Moskva skulle återupptas, senast den 15 september skulle pansarförbanden och stora delar av flygförbanden överföras till armégrupp Mitte. Hos 18. Armee som ansvarade för belägringsringen runt Leningrad levde föreställningen kvar att staden skulle erövras kvar ännu ett tag. Den 18 september informerades 18. Armee om att inga åtgärder för försörjningen av Leningrads civilbefolkning behövde vidtagas. Staden skulle inte intagas utan endast utplånas genom svält. Under september övertog general Zjukov befälet över styrkorna i leningradsektorn, han agerade med en hänsynslöshet som skulle bli karaktäristisk för honom. Han gav order om att familjerna till soldater som gav sig skulle skjutas och att soldaterna själva skulle skjutas den dag de återkom från fångenskap, men då frontlinjerna kring Leningrad stelnade i mitten av september fanns det inte längre några större chanser för soldaterna att ge sig som fångar.

### Fickan vid Kiev

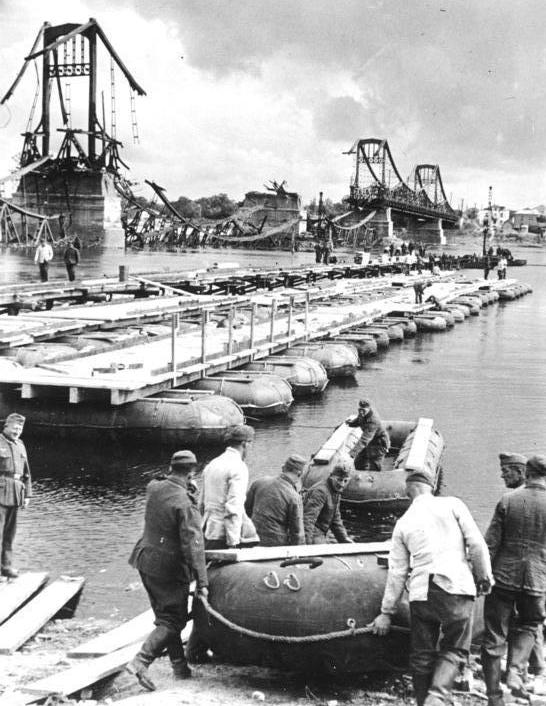
Pionjärer bygger en pontonbro över Dnepr.

Panzergruppe 2 befann sig den 22 augusti i hårda strider då man på kvällen fick frågan från armégrupp Mitte om man kunde lägga om anfallsriktningen från nordost till söderut. Heinz Guderian motsatte sig förslaget och flög följande dag till armégruppchefen Fedor von Bock för att argumentera mot förslaget, men förslaget kom från högre ort, så han flög vidare tillsammans med von Bock till Rastenburg för att diskutera saken med Hitler. Inför Hitler fick Guderian ge med sig, på morgonen den 24 augusti gav han order från Rastenburg att hans förband skulle anfalla söderut. De bröt snart igenom det sovjetiska försvaret och på kvällen den 25 augusti hade man framryckt 120 kilometer, men den framryckningshastigheten skulle sjunka drastiskt. Den södra skänkeln i inringningen vid Kiev utgjordes av Panzergruppe 1 som först var tvungen att korsa Dnepr vid Krementjuk och därefter anfalla norrut. Först den 14 september nådde de båda pansargrupperna varandra vid Lochvitsa. Även om man lyckades inleda med en hög framryckningstakt så som Panzergruppe 2 att prestera en genomsnittlig framryckning på 14 kilometer per dag från den 24 augusti till den 14 september. Den höga framryckningstakten kunde inte längre hållas när flankerna blev allt mer utsträckta och underhållslinjerna var långa. Vid tidigare inringningsoperationer hade den tyska framryckningshastigheten varit så hög att de sovjetiska förbanden inte hade haft en chans att hinna retirera ur den hotande inringningen även om order om reträtt hade givits. Här fanns faktiskt möjligheten att rädda stora sovjetiska förband, de två högsta lokala befälhavarna för de inneslutna förbanden Semjon Budjonnyj och Michail Kirponos ville båda retirera men Stalin vägrade godkänna reträtten. Resultatet blev att fyra sovjetiska arméer inringades och tyskarna tog 665 000 fångar. Denna katastrof innebar att vägen mot de östra delarna av Ukraina och Krimhalvön låg öppen. Under den första delen av september korsade 11. Armee Dnepr vid Berislav och avancerade över Perekopnäset som förbinder Krim med Ukraina. Under oktober erövras i stort sett hela Krim förutom Sevastopol.

## Vidare mot Moskva
Efter att motståndet i Kievfickan hade kollapsat låg vägen österut genom Ukraina i det närmaste vidöppen men under det att striderna hade koncentrerats kring Kiev hade Röda armén hunnit bygga upp försvaret framför Moskva. Eftersom det tyska militära tänkandet gick ut på att fokusera på att slå fiendens trupper i fält för att besegra fienden så vände man sitt fokus mot Moskva.

### Operation Tyfon
Från Toropets i norr till Sumy försvarades av tre sovjetiska fronter vägarna till Moskva: Västfronten, Reservfronten och Brjanskfronten, under befäl av generalerna Ivan Konev, Semjon Budjonnyj och Andrej Jeremenko. Sammanlagt förfogade de tre fronterna över 1,25 miljoner man, 1050 stridsvagnar och över 10 000 artilleripjäser samt granatkastare. För flygunderstöd förfogade VVS och PVO tillsammans över 670 insatsberedda stridsflygplan. Genom det tyska uppehållet i framryckningen mot Moskva för att genomföra bland annat inringningen vid Kiev fick Röda armén en frist att organisera försvaret av Moskva och bygga befästa försvarslinjer. Många av förbanden var nyuppsatta förband som hade fått en snabb och tämligen summarisk utbildning.
Armégrupp Mitte under ledning av fältmarskalk Fedor von Bock kunde ställa upp med en nästan lika stor numerär för anfallet mot Moskva, som gick under beteckningen operation Tyfon (tyska: Unternehmen Taifun). Tre arméer 2., 4. och 9. samt tre pansargrupper 2, 3 och 4, utgjorde anfallsstyrkan. Dessa arméer räknade tillsammans 1 149 111 man samt cirka 1000 stridsvagnar.Luftflotte 2 som skulle ansvara för flygunderstödet under offensiven hade 549 tjänstedugliga flygplan, varav 158 bombplan och störtbombare samt 172 jaktplan. Vid det här laget var huvuddelen av de tyska förbanden hårt slitna, framför allt saknade infanteriförbanden personal och pansarförbanden saknade stridsvagnar. Mycket små förråd av mat, ammunition och bränsle hade kunnat föras fram innan anfallet påbörjades. Detta innebar att även mindre störningar i transporterna till fronten kunde hejda anfallet, då anfallsstyrkan var i det närmaste helt beroende av ett stadigt flöde av förnödenheter.
Efter sin insats vid inringningen vid Kiev så var Panzergruppe 2 grupperad längst söderut av förbanden i armégrupp Mitte. På grund av det långa avståndet till Moskva så anföll Panzergruppe 2 redan den 30 september. Att ett av de anfallande förbanden angrepp flera dagar före resten av förbanden skulle kunna ha inneburit en risk att hela operationen avslöjades, dock så bedömde den tyska ledningen att Panzergruppe 2 anföll så långt söderut att man på den Sovjetiska sidan inte skulle genomskåda operationen. Trots att vägarna hade mjukats upp av regn dagen innan och vissa förband som XXXXVIII. Armeekorps var bunden i strid, så anföll pansargruppen enligt planer den 30 september i skarven mellan 13:e armén och grupp Jermakov.
På morgonen den 2 oktober så anföll resten av förbanden i armégrupp Mitte. Hermann Hoths Panzergruppe 3 anföll på armégruppens norra flank med kraftfullt understöd från Luftwaffe i det vackra höstvädret. Under den första dagen lyckades man med LVI. Armeekorps i spetsen framrycka 30 km. Främst tack vare att LVI. Armeekorps bildade en stark pansarbrigad med alla kvarvarande stridsvagnar från kårens två pansardivisioner, 6. Panzer-Division och 7. Panzer-Division. Medan det för den svagare XXXXI. Armeekorps som angrepp längre norrut så gick det trögare. Erich Hoepners Panzergruppe 4 angrepp i mitten av armégruppen från området kring Roslavl, eftersom man var tvungen att anfalla över floden Desna så fick pansardivisionerna stå tillbaka tills infanteriet hade säkrat tillräckligt med övergångar över floden. Hur hotfull situationen faktiskt var hade inte Semjon Budjonnyj och hans stab vid Reservfronten uppfattat på kvällen den 2 oktober. Man beordrade att tre skyttedivisioner ur 32:a armén i området kring Izdesjkovo skulle transporteras med lastbilar till platsen för Panzergruppe 4:s genombrott, en sträcka på cirka 100 kilometer, omgrupperingen väntades ta minst två dagar. Vad dessa tre forna milisdivisioner skulle åstadkomma med sitt motanfall mot de tyska pansarförbanden på väg österut är oklart. Västfrontens chef Ivan Konev såg allvarligare på Panzergruppe 4:s genombrott, han beslöt att sätta in sin slagkraftigaste reserv, stridsgrupp Boldin mot LVI. Armeekorps. Stridsgruppen förfogade över närmare 200 stridsvagnar även om endast 21 stycken var av modernare typer som T-34 eller KV-1, stridsgruppen leddes av Ivan Boldin som vunnit ryktbarhet under inledningen av operation Barbarossa.
Panzergruppe 3 och Panzergruppe 4 möttes vid Vjazma den 10 oktober och inneslöt därmed fyra sovjetiska arméer (19:e armén, 20:e armén, 24:e armén och 32:e armén). Längre söderut så möttes 2. Armee och Panzergruppe 2 vid Brjansk och bildade en ny ficka, totalt togs 673 000 krigsfångar fram till 17 oktober primärt i de båda fickorna. Enligt nyare ryska källor så stupade, sårades eller tillfångatogs närmare en miljon av de 1,25 miljoner man som försvarade Moskva fram till den 17 oktober. Detta lämnade ett gigantiskt hål i det sovjetiska försvaret men genom att höstregnen började förvandla vägarna till lervälling så sjönk framryckningshastigheten drastiskt.

### Panik och regn

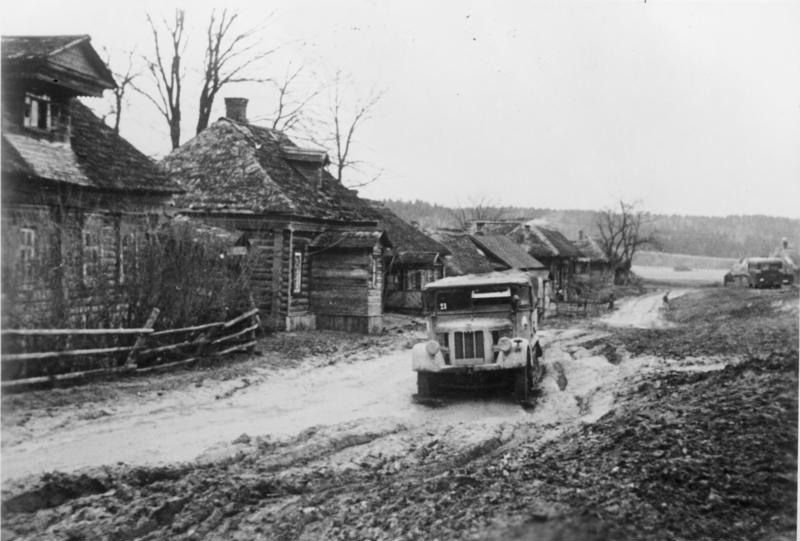
SdKfz 11 kämpar sig fram på en lerig väg i närheten av Moskva.

När höstregnen började förvandla huvuddelen av det sovjetiska vägnätet till lervälling bromsades den tidigare så snabba tyska framryckningen ner till närmast stillastående. Trots att den tyska framryckningen nu bromsades in så var det först nu som vidden av kollapsen av det sovjetiska försvaret av Moskva blev uppenbar för den sovjetiska ledningen. Den 15 oktober utfärdade Stalin ett dekret om evakuering av Moskva. Den 16 oktober började oroligheter blossa upp i Moskva när fabrikerna stängdes när fabrikschefer och höga partifunktionärer började fly staden. Plundringar av butiker inleddes och folk började fly staden, till och med depåer tillhörande NKVD plundrades. Efter ett par dagar började oroligheterna att klinga av men trots det sattes milis och NKVD förband in för att med hårda medel återställa ordningen. Ett dussintal människor sköts under oroligheterna, närmare 900 dödsdomar utdelades och cirka 40 000 dömdes till fängelsestraff. Men på kvällen den 19 oktober så bestämde Stalin att Moskva trots allt skulle försvaras.

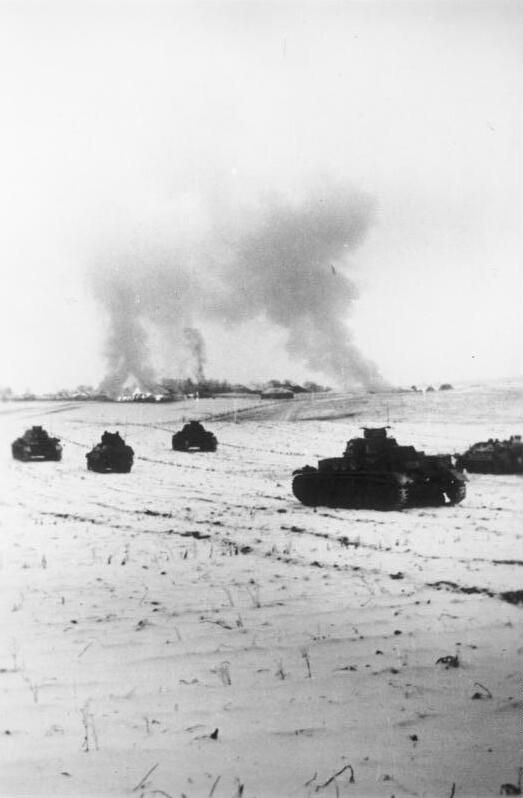
Tysk pansar angriper vid Istra den 25 november 1941.

Det stod snart klar att framryckningen mot Moskva inte kunde återupptas förrän de leriga vägarna hade frusit till så att de kunde användas av hjulfordon. Först den 10 november började vädret bli mer ihållande kyligt så att vägarna frös till och åter kunde bära trafik.
Även om det tyska underhållssystemet hade varit pressat under hela operation Barbarossa på grund av den höga framryckningstakten, så förvärrades situationen för järnvägarna dramatisk när kylan kom. På de delar av det erövrade järnvägsnätet som hunnit konverterats till normalspårvidd användes tyska lok, dessa klarade inte av det vinterklimat som rådde i Ryssland detta fick till följd att järnvägssystemet bröt samman från mitten av november. Hos 9. Armee så ankom mellan den 9 november och den 23 november endast ett tåg med bränsle vilket inte räckte långt för en armé som skulle vara på offensiven.
Den 4 december nåddes höjdpunkten i den tyska offensiven mot Moskva, då hade tätförbanden ur Panzergruppe 3 och 4 nått cirka två mil från stadens utkanter.

## Ockupation
Efterhand som Wehrmacht ryckte längre in i Sovjetunionen överfördes de redan ockuperade områdena till något mer civila administrationsformer, så kallade Reichskommissariat. De baltiska staterna, delar av Polen och västra Vitryssland samlades i Reichskommissariat Ostland under Rikskommissarier Hinrich Lohse, som var underordnad Riksminister för de ockuperade områdena i öst Alfred Rosenberg. Resten av sydöstra Polen, östra Vitryssland och Ukraina samlades i Reichskommissariat Ukraine under rikskommissarier Erich Koch.
Till skillnad från övriga ockuperade områden där alla tyska inköp betalades med RKK-sedlar (Reichskreditkasse) eller landets egen valuta, betalade man i de ockuperade delarna av Sovjetunionen med kvitton eller inte alls. Wehrmachts intendenturkår beordrade att endast privata varor till ett värde av högst 1000 Reichsmark (RM) fick betalas kontant, i övrigt skulle man använda förtryckta mottagningsbevis, något som också skulle användas för allt livsmedel och djurfoder. Då mycket lite i en statlig planekonomi är privat egendom omsatte plundringen mycket mindre summor än i andra länder, tidigare sovjetisk statlig egendom övergick helt enkelt till att vara tysk utan några transaktioner med kvitton eller riktig valuta. Redan innan invasionen hade Reichsbank förberett sex motoriserade rikskreditkassor för att täcka truppernas omedelbara valutabehov; samtidigt hade man tryckt upp RKK-sedlar till ett värde av 1,5 miljarder RM. För att kontrollera bankväsendet i det ockuperade Sovjetunionen bildade man Moskvas emissionsbank som också hade i uppgift att ge förmånliga lån till tyska företag som skulle återstarta gruvor och andra produktionsresurser.

## Raskrig
Förintelsen i de ockuperade delarna av Sovjetunionen kom att utföras utan de mer industriella metoderna med gas som senare kom att användas i förintelselägren, här skedde huvuddelen av morden med skjutvapen eller som Vasilij Grossman kom att kalla den shoah med kulor. Reinhard Heydrich ansvarade som chef för RSHA för pacificeringen av de erövrade områdena. Denna skulle utföras av fyra Einsatzgruppen med hjälp av ordningspolisens 21 bataljoner, en SS-kavalleribrigad och två SS-infanteribrigader.
Bakom varje framryckande armégrupp skulle en Einsatzgruppe följa med uppgift att själva avrätta kommunistiska partifunktionärer, politiska kommissarier, partisaner, sabotörer och judar med parti- och statsbefattningar. En fjärde Einsatzgruppe D tillkom senare och opererade längs Svartahavskusten. Varje Einsatzgruppe bestod av cirka 800 man rekryterade från olika delar av Himmlers imperium som Waffen-SS, SD, säkerhetspolisen och ordningspolisen. Förutom de avrättningar som skulle utföras av Einsatzgrupperna i egen regi skulle de uppmuntra lokala antisemitiska grupper att döda judar och kommunister. Dessa aktiviteter beskrevs som självreningsbemödanden. Även om dessa lokala grupper uppmuntrades till illdåd av tyskarna så var Heydrich noga med att det inte fick framstå som om de var officiellt godkända för att dessa grupper på så sätt skulle vinna någon form av politisk självständighet. Heydrich gav även cheferna för Einsatzgruppen befogenheter att avrätta människor ur andra kategorier än de tidigare fastställda utifrån vad de ansåg lämpligt. Heinrich Himmler besökte polis- och SS-förbanden ett flertal gånger och uppmuntrade förbanden, vilket ledde till att processen blev mer eller mindre självupptrappande. Den ursprungliga målgruppen judar med parti- och statsbefattningar utvidgades direkt efter invasionen till att först innefatta alla judiska män i vapenför ålder och sedan alla judiska män oavsett ålder. I slutet av juni och början av juli var det främst lokala grupper som avrättade judiska kvinnor och barn, men i slutet av juli hade även tyska förband regelmässigt börjat avrätta kvinnor och barn. Trots Hitlers instruktioner om att inte beväpna slaver så satte man upp och beväpnade lokalt rekryterade hjälppolistrupper Schutzmannschaft som kom att utnyttjas i förintelsen. Reguljära soldater ur Wehrmacht deltog även i morden även om soldater vid frontförbanden hade färre möjligheter att deltaga. Soldater på permission i områden bakom fronten dök upp och bevittnade massmorden och deltog även som frivilliga.

## Analys
Målet att krossa Sovjetunionen militärt genom att slå ut Röda armén på slagfältet misslyckades trots de massiva förluster i manskap och material som Röda armén led. Detta misslyckande tvingade fram fortsatta offensiva operationer på östfronten. 1942 inleddes operation Blå som kom att kulminera med slaget vid Stalingrad, 1943 satte Hitler sitt hopp till operation Zitadelle och därefter var den tyska offensiva förmågan i stort uttömd. Samtidigt med dessa nya offensiver kom målsättningen att förskjutas från att snabbt slå ut huvuddelen av Röda armén, till att slå mot den sovjetiska ekonomin genom att erövra oljekällorna i Kaukasus, vilket skulle vara en långsammare metod att besegra motståndaren. Denna förskjutning mot att angripa ekonomiska mål i Sovjetunionen minskade också den avgörande fördelen med den mycket högre tyska militära skickligheten och kriget fick mer en karaktär av utnötningskrig där Sovjetunionens och de allierades större resurser skulle fälla avgörandet. Den sista offensiven vid Kursk syftade mer till att på ett mer lokalt plan tillfoga Röda armén ett stort nederlag.
Skälen till detta misslyckande var flera:
Det första skälet var att tyskarna saknade underrättelser om de förband som fanns grupperade i de inre delarna av Sovjetunionen. På det hela taget var informationen om de inre delarna av Sovjetunionen bristfälliga. Den primitiva standarden på den sovjetiska järnvägsnätet var en av faktorerna som kom som en överraskning för tyskarna. Framför allt underskattade man Sovjets förmåga att mobilisera nya förband i mycket hög takt. Visserligen var bedömningen att den sovjetiska ekonomin var tämligen liten korrekt, men man missade att stora delar av den var uppbyggd för att snabbt kunna ställas om till att producera krigsmateriel.
Ett annat skäl var den bristande tyska förmågan att föra fram underhåll till sina trupper. Detta påverkades av det stora svårigheterna att ta det sovjetiska järnvägssystemet i bruk i erövrade områden samt den mycket låga standarden på det sovjetiska vägnätet. Mycket få vägar hade någon hård beläggning som till exempel asfalt, detta gjorde att vägarna snabbt kördes sönder vid större trafikmängder.

### Förluster

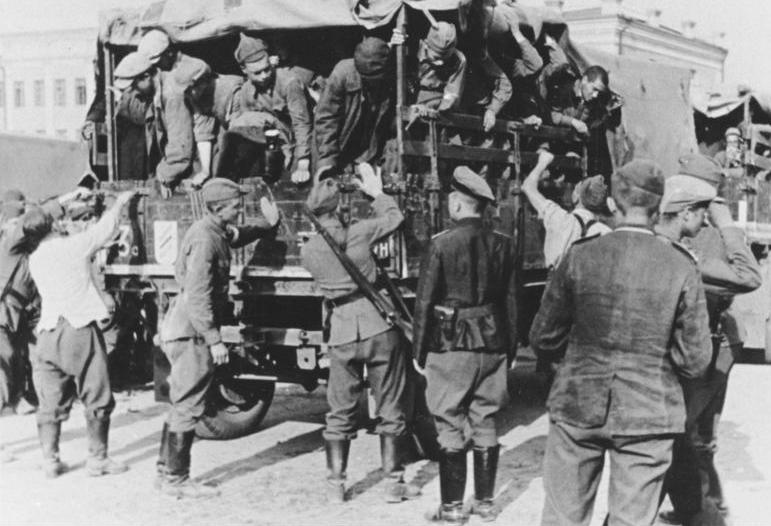
Sovjetiska krigsfångar lastas av från en lastbil i Zjytomyr den 24 juli 1941

Från starten av operation Barbarossa fram till starten av det slutliga anfallet mot Moskva den 30 september led de tre armégrupperna på östfronten följande förluster: 111 843 döda, 392 325 sårade och 23 381 saknade från den 22 juni 1941 till den 30 september. De trupper ur Armeeoberkommando Norwegen som angrepp från nordligaste Finland i riktning mot Murmansk led under samma tid följande förluster: 5 065 döda, 17 322 sårade och 1 103 saknade.
Den 10 december när anfallet mot Moskva hade nått sin kulmen hade man förlorat 156 570 döda, 559 357 sårade och 31 223 saknade hos de tre armégrupperna. Trupperna i norr hade då förlorat: 6 229 döda, 20 348 sårade och 1 261 saknade.
Fram till slaget om Moskva hade tyskarna tagit 2 481 513 fångar i slutet av december hade antalet krigsfångar stigit till 3 367 206. Under 1941 dog 1 340 000 sovjetiska krigsfångar i fångläger kontrollerade av Wehrmacht och ytterligare fångar avled under transporter. Transporterna till de första uppsamlingslägren skedde vanligt vis med fotmarscher för de ofta redan försvagade eller sårade krigsfångarna. Dessa uppsamlingsläger Durchgangslager erbjöd krigsfångarna i princip inget skydd från vädret och mycket ringa matförsörjning, lägren var oftast överfulla och kunde ha dödlighetsnivåer som räknades i procent per dag, vissa läger som Durchgangslager 126 hade nivåer upp till 2,5% per dag. Fram till den 5 december hade 22 000 fångar överförts till Sicherheitsdienst varav 16 000 mördades.

### Tågtrafik
En av de stora problemen med logistiken under operation Barbarossa var att det sovjetiska järnvägsnätet hade spårvidden 1524 mm jämför med det europeiska järnvägsnätets 1435 mm. Dessutom var det sovjetiska järnvägsnätet väldigt glest med endast ett fåtal dubbelspåriga huvudlinjer. Den låga tekniska standarden på banorna gjorde att lastkapaciteten inte var lika hög som tyska banor.
För att kunna använda nyligen erövrade järnvägslinjer var man även tvungen att erövra tillräckligt med sovjetiska lok och vagnar, men dessa kunde relativt lätt föras i säkerhet av Sovjet. Allt eftersom konverterades de erövrade järnvägslinjerna till spårvidd 1435 mm och även vagnar. Sovjetiska lok kunde vanligtvis inte konverteras till den smalare spårvidden. Detta medförde en betydande fördröjning innan kapacitet hos de erövrade järnvägslinjerna var återställd. Man kom också för en lång tid att dras med brist på lok, något som förvärrades drastiskt när vintern 1941/1942 kom då lok tillverkade i Tyskland hade svårt att klara kylan. Fram till och med den 8 november hade endast 500 sovjetiska lokomotiv och cirka 21 000 järnvägsvagnar erövrats, vilket bedömdes vara tiondel av behovet.

## Tidslinje (omfattar perioden 22 juni till december 1941)

### Juni-augusti 1941
- 22 juni - Operation Barbarossa inleds. Italien och Rumänien förklarar krig mot Sovjetunionen.
- 24 juni - tyskarna intar Vilnius, Litauens huvudstad.
- 26-27 juni - Finland och Ungern förklarar krig mot Sovjet.
- 28 juni - Minsk, Vitrysslands huvudstad intas av tyskarna.
- 1 juli - Riga, Lettlands huvudstad intas.
- 8 juli - Den sovjetiska västfronten inringas sydöst om Minsk; 290 000 tas tillfånga.
- 16 juli - tyskarna intar Chișinău, Moldaviens huvudstad.
- 16 juli - Smolensk faller. 300 000 sovjetiska soldater tillfångatas.
- Augusti - Stalin utnämns till överbefälhavare. Tyskarna tar 103 000 fångar i Uman-fickan i Ukraina.
- 13 augusti - belägringen av Odessa inleds.
- 15 augusti - Adolf Hitler beordrar Heinz Guderians pansartrupper från armégrupp center att vända söderut för att omringa de ryska försvararna runt Kiev i Ukraina.
- 28 augusti - Tallinn, Estlands huvudstad intas.
- 30 augusti - tyskarna intar staden Mga och skär av järnvägen mellan Leningrad och Moskva.

### September-oktober 1941
- 8 september - Leningrad isoleras helt (utom över Ladogasjön) och belägringen av staden inleds.
- 16 september - den sovjetiska sydvästfronten blir omringad vid Kiev
- 19 september - Kiev faller i tyska händer. 665 000 ryska krigsfångar.
- 2 oktober inleder tyskarna anfallet mot Moskva (slaget om Moskva) s.k. Operation Typhoon.
- 7 oktober - sovjetiska väst- och reservfronten omringas vid Vjazma.
- 8 oktober - Brjanskfronten gör en utbrytning österut, men 50 000 hamnar i tyskt fångenskap.
- 10 oktober - Georgij Zjukov utnämns till befälhavare över trupperna som skall försvara Moskva.
- 13 oktober - Vjazma-fickan likvideras. Tyskarna hävdar att de tagit 673 000 fångar.
- 16 oktober - Odessas sista försvarare lämnar staden.
- 18 oktober - tyskarna tränger in i Krimhalvön.
- 19 oktober - belägringstillstånd utlyses i Moskva.
- 25 oktober - tyskarna intar Charkiv i Ukraina. På Krimhalvön retirerar de ryska trupperna in i staden Sevastopol.
- 30 oktober - belägringen av Sevastopol inleds (den kommer att vara till den 4 juli 1942).

### November-december 1941
- 15 november - tyskarna återupptar sin offensiv mot Moskva.
- 17 november - ryssarna inleder en motoffensiv i söder.
- 20 november - tyskarna erövrar staden Rostov-vid-Don.
- 22 november - första transporten till den belägrade Leningrad kommer fram över den isbelagda Ladoga-sjön.
- 23 november - tyskarna befinner sig 31 km från Moskva.
- 29 november - ryssarna återtar Rostov-vid-Don, vilket blir den första varaktiga framgången för Röda armén så här långt.
- 5 och 6 december - en jättelik sovjetisk motoffensiv inleds och fortsätter till den 5 april 1942. Tyskarnas chanser att erövra Moskva helt borta. Operation Barbarossa har därmed slutligen misslyckats.